# Microstylum sumatranum
Microstylum sumatranum là một loài ruồi trong họ Asilidae. Microstylum sumatranum được Enderlein miêu tả năm 1914. Loài này phân bố ở miền Ấn Độ - Mã Lai.